# Балка Тарашенкова
Балка Тарашенкова — балка (річка) в Україні у Куп'янському й Дворічанському районах Харківської області. Права притока річки Нижньої Дворічної (басейн Дону).

## Опис
Довжина балки приблизно 13,40 км, найкоротша відстань між витоком і гирлом — 11,91 км, коефіцієнт звивистості річки — 1,13. Формується декількома балками та загатами. На деяких ділянках балка пересихає.

## Розташування
Бере початок на північно-східній стороні від села Курочкине. Тече переважно на північний схід через села Лозова Перша, Лозова Друга і на південно-східній околиці села Касянівка впадає в річку Нижню Дворічну, праву притоку річки Верхньої Дворічної.

## Цікаві факти
- У XX столітті на балці існували газгольдер та декілька газових свердловин[2].